# Ophelina minima
Ophelina minima är en ringmaskart som beskrevs av Hartmann-Schröder 1974. Ophelina minima ingår i släktet Ophelina och familjen Opheliidae. Arten är reproducerande i Sverige. Inga underarter finns listade i Catalogue of Life.